# Gli occhi dell'imperatore
Gli occhi dell'imperatore è un romanzo storico di Laura Mancinelli pubblicato nel 1993 e vincitore l'anno successivo del Premio Rapallo Carige per la donna scrittrice.

## Trama
(Laura Mancinelli)
La narrazione si svolge in Italia, in particolare nelle regioni della Puglia e del Piemonte; l'epoca storica è quella in cui regnava Federico II di Svevia.
L'intreccio si svolge nell'arco di tempo che intercorre tra la partenza dal Piemonte della protagonista - la contessa piemontese Bianca Lancia - fino al suo arrivo in Puglia circa un anno dopo. Il romanzo è incentrato sulla storia d'amore nata tra Federico II e Bianca la quale si innamora di lui e dei suoi azzurri ed intensi occhi che lei ricorda ogni volta che vede qualcosa di stupendo. La donna intraprende il viaggio per andare a sposare l'uomo che ama il quale non è potuto stare con lei a causa di molteplici problemi politici e familiari che gravavano su di lui in precedenza. A questo punto della sua vita, Federico II è ormai un uomo vecchio e malato che aspetta solo di morire. 

Insieme a Bianca viaggiano anche i suoi servi ed il cavaliere Tannhäuser che a causa di un maleficio non può più suonare la sua "arpa" . Durante il viaggio i due si innamorano ed il cavaliere ritrova la voglia di amare e di vivere, ma al contempo non vuole tradire il suo imperatore. La compagnia giunge dunque a Trani dove Federico II e Bianca si sposano. Di lì a poco Federico si ammala e muore a Castel del Monte lasciando però liberi Bianca e Tannhauser di amarsi chiedendo però loro di non dimenticarsi mai di lui in modo da poter continuare a vivere in loro e nei loro ricordi.